# 오야촌 (사이타마현 이루마군)
오야촌(大家村)은 사이타마현 이루마군에 존재했던 촌이다.

## 지리
- 현재의 사카도시 남서부에 위치하며, 거의 마을을 관통하는 고마강이 북동쪽에서 남서쪽으로 길게 뻗어 있는 형태의 촌이었다.
- 현재 구 마을 안에는 도부 에쓰오선이 지나고 있으며, 니시오야역이 설치되어 있다. 사이타마현립 사카도니시 고등학교, 조세이 대학, 메이카이 대학이 있는 곳도 옛 오야촌 내에 있다.

## 역사
- 1889년 4월 1일 - 정촌제 시행에 의해 이루마군 오야촌이 성립하였다.
- 1954년 7월 1일 - 사카도 정, 미요시노 촌, 잇사이 촌, 스구로 촌과 합병해 새로운 사카도 정이 성립하여,  오야촌은 소멸하였다.